# 黑头刺尾鸫
，是雀形目刺尾鸫科的一种鸟类。
黑头刺尾鸫体重约149.91克，翼长约122.3毫米，嘴峰长约22.3毫米，喙宽度约5毫米，喙厚度约6.6毫米，跗蹠长约42毫米，尾长约103.3毫米。黑头刺尾鸫在其分布区内为留鸟，其栖息在密集的高大树木组成的森林中，食性为肉食性，主要食物来源是陆生无脊椎动物。

## 亚种
- ：分布于昆士兰东北部。
- ：分布于昆士兰东部。[4]